# ペクサエテ
ペクサエテ族(Pecsaete)とは、イングランド中央部のピーク・ディストリクトに住んでいたアングロサクソン人の下位部族。
アングロサクソン人に属して入るものの、その出自はケルト人の一部族であったブリガンテス人(Brigantes)の一派であった可能性が高く、彼らは東部からのアングル人移民者との接触からアングロサクソンのペクサエテ人として変化していったものと思われる。最初期の移民は西アングル人と思われ、彼らは現在のダービーシャーにあるピーク・ディストリクトと呼ばれる地域に移り、この部族は北方へと進撃、この地域にあるダーウェント川、ダヴ川流域を支配した。時代が下ると彼らはマーシア王国の北部領域に組み込まれ、これがペクサエテ族の基盤となった。848年にはマーシア王国の協議会であるウィテナゲモットがこの地のレプトンで開かれた。
1911年編纂の大英百科事典にはこの部族は『Pecsaetan』の名で表記されているが、専門的な分野で大多数に容認されている呼び名は「Pecsætna」である。この名は大英図書館蔵の7世紀の書物『トリバル・ヒダージ(en:Tribal Hidage)』写本集MS Harley 3271, f. 6v documentに書き残されている。
1626年に発行されたヘンリー・スピルマン(Henry Spelman)の考古学書『Archæologus in modum Glosarii ad rem antiquam posteriorem』には『Pec-setna』と書かれている。